# Komarowo (Pruszcz Gdański)

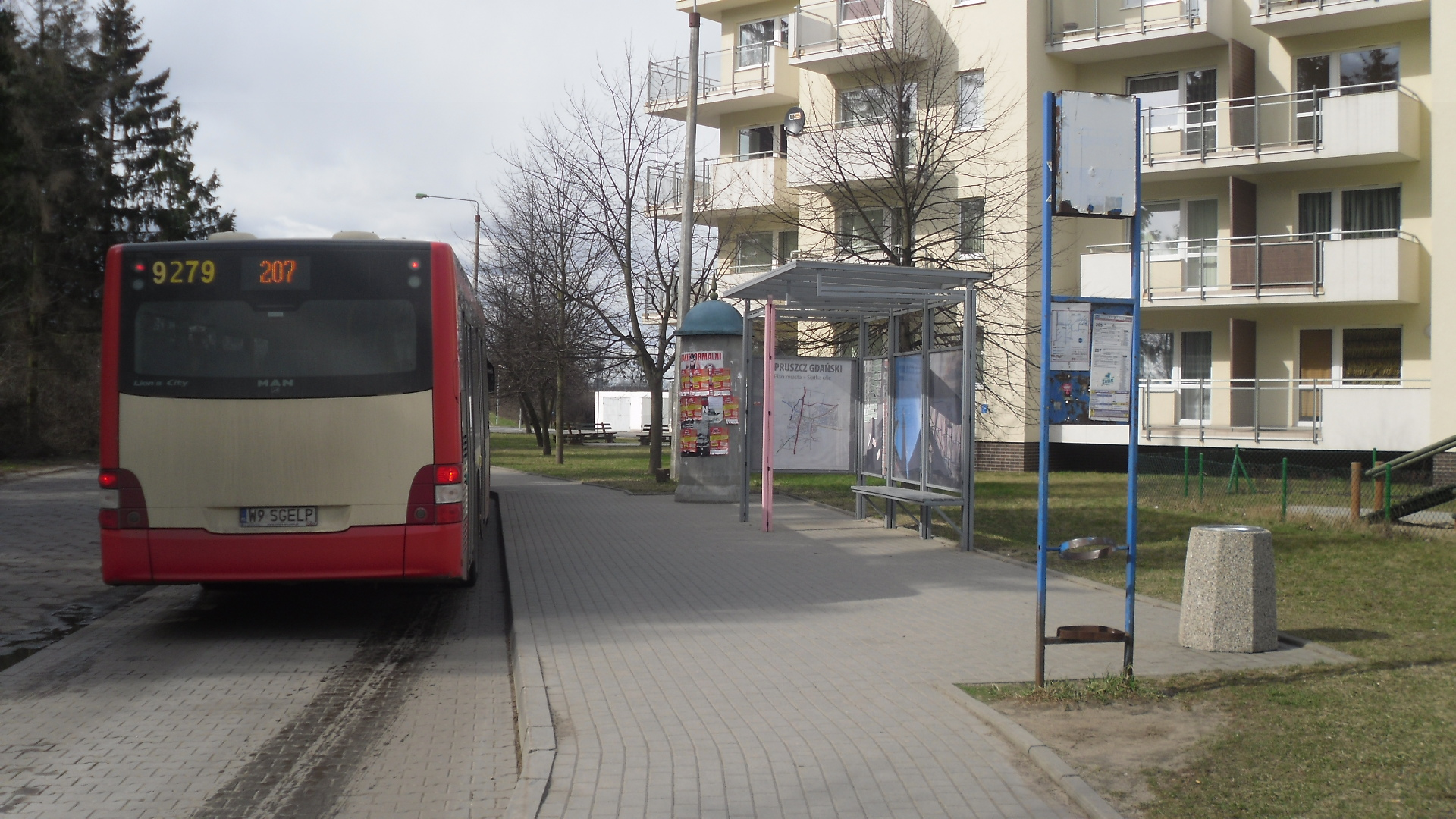
Komarowo

Komarowo – osiedle Pruszcza Gdańskiego, położone w południowo-wschodniej części miasta.

## Informacje ogólne
Osiedle powstało w latach 1853-1855, kiedy to Julius Schlenther - właściciel gospodarstwa sołeckiego w Pruszczu Gdańskim - wybudował pośrodku swojej posiadłości nowy dwór, któremu nadano nazwę Mały Dwór (Kleinhof). W 1903 posiadłość nabył Hermann Koch, który zbudował tu pałac (obecnie siedziba dowódcy jednostki wojskowej), uzyskując zarazem urzędową zgodę na zmianę nazwy miejscowości na Kochstedt. Nazwa ta obowiązywała do 1945, kiedy to została przemianowana na Komarowo. Żywiony przez dziedzica Kocha zamiar wyłączenia Komarowa z gminy Pruszcz i utworzenia odrębnej jednostki administracyjnej, z powodu wysokich kosztów, nie został jednak zrealizowany tym bardziej, że nowy pałac już 15 grudnia 1907 padł ofiarą pożaru.
W latach II wojny światowej na terenie majątku powstało lotnisko wojskowe użytkowane do dziś (obecnie przez 49 Bazę Lotniczą). Po II wojnie światowej na terenie osiedla wybudowano osiedle wojskowych domów wielorodzinnych wraz z kasynem wojskowym. Ponieważ dotychczasowa droga łącząca osiedle z centrum Pruszcza - ulica Sikorskiego - została zamknięta w związku z likwidacją przejazdu kolejowo-drogowego, osiedle uzyskało nowe połączenie z miastem za pośrednictwem wybudowanej ulicy Skalskiego.
Na mapie powiatu z gdańskiego z 1954 dla Komarowa znaleźć można nazwę Klonowo. 
Jeszcze w 2005 przy ul. Dywizjonu 303 funkcjonował Urząd Pocztowy Pruszcz Gd. 3, w późniejszym okresie zamknięty.

## Położenie
Osiedle stanowi południowo-wschodnią część miasta. Jego tereny rozciągają się na wschód od linii kolejowej nr 9. Od północy, południa  oraz wschodu graniczy z wojskowym lotniskiem Pruszcz Gdański. Na południe od Komarowa znajduje się miejscowość Cieplewo. 
Osiedle położone jest na nizinnym terenie Żuław Gdańskich, na wysokości nieco powyżej 0 m nad poziomem morza. 